# Famille al-Azem
La famille al-Azem (en arabe : آل العظم / āl al-ʿazm) est une famille damascène d'origine arabe qui a joué un rôle important dans les affaires de la Syrie ottomane au XVIIIe siècle et dont certains membres ont de nouveau joué un rôle dans la Syrie indépendante au XXe siècle. Des Al-Azem ont été gouverneurs de Damas, d'Alep, de Tripoli, ainsi que de la province ottomane d'Égypte.

## AuXVIIIesiècle

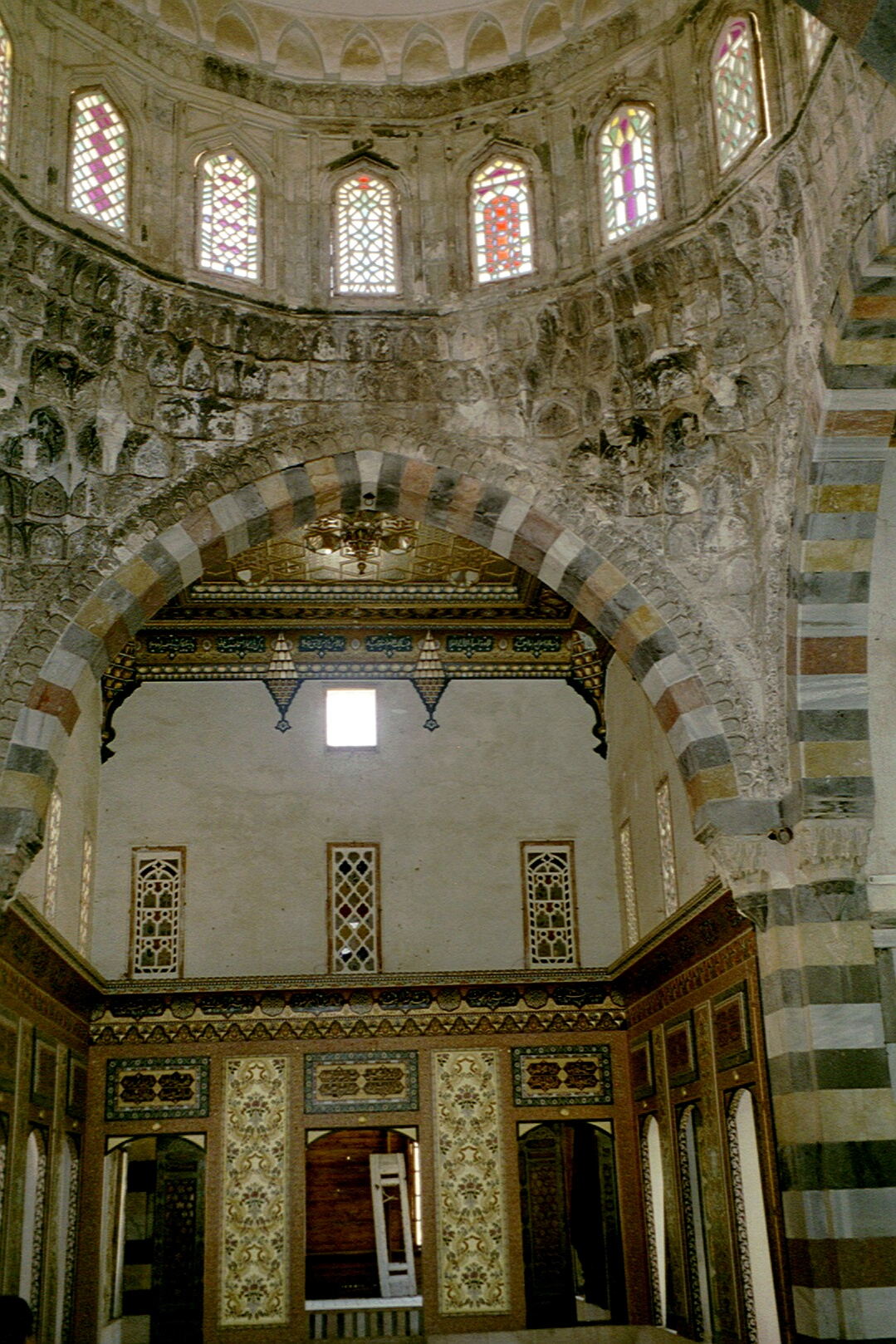
Salle de réception du palais Al-Azem à Hama

Les Al-Azem commencent à être mentionnés par les sources au début du XVIIIe siècle. Ils seraient originaires de Ma'arrat al-Numan (entre Alep et Hama) ; leur ancêtre Ibrahim s'installe dans cette ville vers 1650 en tant que soldat ottoman. Ibrahim, fils d'Ismaïl, est gouverneur de Ma'arrat puis de Hama. Il est ensuite gouverneur de Tripoli puis de Damas, deux eyalets de la Syrie ottomane. Entre 1725 et 1783, sa famille conserve de hautes fonctions dans la même région, à Sidon, Tripoli et Alep ; ils sont gouverneurs de Damas à plusieurs reprises, pendant 47 ans au total :
- Ismaïl Pacha al-Azem gouverne Damas de 1725 à 1730 ;
- Suleyman Pacha al-Azem, frère du précédent, gouverne Sidon en 1730 puis exerce comme gouverneur de Damas de 1734 à 1738 et de 1741 à 1743 ;
- Ibrahim, fils d'Ismaïl, est gouverneur de Tripoli en 1730 ;
- Assad Pacha al-Azem, fils d'Ismaïl, est gouverneur de Damas de 1743 à 1757 puis exerce brièvement comme gouverneur d'Alep en 1757 ;
- Saadeddin Pacha al-Azem est gouverneur de Tripoli en 1755 ;
- Mustafa, frère du précédent, est gouverneur de Sidon en 1755 ;
- De 1760 à 1771, le gouvernement de Damas est confié à Osman Pacha, mamelouk d'Assad Pacha, donc membre indirect de la famille ;
- Muhammad al-Azem, neveu et gendre d'Assad Pacha, est gouverneur de Damas de 1772 à 1772 et de 1773 à 1783 ainsi que gouverneur d'Alep ;
- Yusuf, fils de Muhammad, est gouverneur d'Alep :
- Abdullah Pacha al-Azm est gouverneur de plusieurs provinces de Syrie entre 1794 et 1807[1].

Le pouvoir des Al-Azem, dans une période de forte instabilité régionale, est exceptionnel par sa durée et son enracinement ; il a permis des périodes de relative prospérité et de mécénat local. Les Al-Azem répriment à plusieurs reprises les conflits qui opposent les janissaires impériaux aux troupes locales et les faubourgs de Damas à la ville centrale. En revanche, ils n'arrivent pas à empêcher les attaques répétées des Bédouins contre la caravane du pèlerinage de La Mecque qui partait de Damas tous les ans. Contrairement à d'autres dignitaires comme Dahir al-Umar ou Djezzar Pacha, les Al-Azem n'ont jamais cherché à échapper à l'autorité de la Sublime Porte et ont toujours attendu le renouvellement annuel de leur charge, acceptant à plusieurs reprises d'en être écartés (1730-1734, 1738-1741, 1757-1760, 1772-1773).
Plusieurs édifices en Syrie portent le nom de cette famille :
- Khan Suleyman Pacha (en), un caravansérail à Damas ;
- Khan Assad Pacha, autre caravansérail de Damas ;
- Palais Azem à Damas ;
- Palais Azem (Hama)

## AuXXesiècle

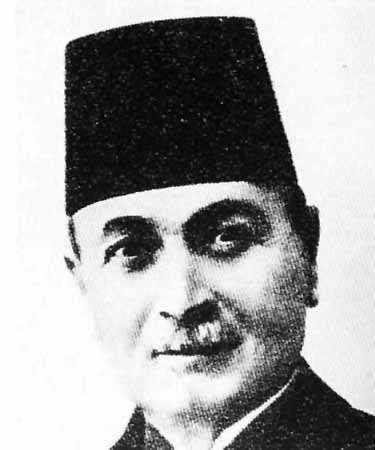
Haqqi al-Azem, photographie de 1930

Plusieurs descendants de cette famille ont exercé de hautes fonctions en Syrie au XXe siècle :
- Haqqi al-Azem, premier ministre de la Syrie mandataire en 1932-1934 ;
- Khaled al-Azem, premier ministre à plusieurs reprises et président de la République par intérim entre 1941 et 1951.

## Pour approfondir